# Peristilo cuadrado

El peristilo cuadrado es el nombre dado modernamente a un edificio utilizado en la antigüedad para los tribunales de justicia en el Ágora de Atenas, Grecia.

## Historia
En el emplazamiento del peristilo hubo un tribunal anterior, del  periodo clásico construido hacia 420-380 a. C. Se construyó en el mismo lugar a finales del periodo clásico o principios del periodo helenístico en torno al 338-300 a. C. Era el lugar de reunión de 201 o 501 jurados de Atenas, que formaban la asamblea del tribunal.

## Descripción
Estaba situado en la esquina noreste del Ágora, en el emplazamiento de la parte norte de la posterior estoa de Átalo. El edificio medía aproximadamente 58,8 x 58,8 m y estaba construido en piedra caliza. Su fachada consistía en un muro con entradas en los lados este y oeste. En el centro del edificio había un patio peristilo utilizado para la asamblea del tribunal, que medía aproximadamente 38,8 x 38,8 m. Sus columnas, de 14 x 14, eran de estilo dórico. La columnata cubierta que rodeaba el patio tenía unos 8,6 m de ancho.
Solo una parte de los cimientos del edificio se ha conservado hasta la actualidad. Además, en el lugar se han encontrado indicios de equipos de votación, como una urna.